# Nabunturan
Nabunturan est une ville de 1re classe, capitale de la Vallée de Compostela aux Philippines. Selon le recensement de 2010 elle est peuplée de 70 178 habitants.

## Barangays
Balanga est divisée en 28 barangays.
- Anislagan
- Antequera
- Basak
- Cabucungan
- Cabidianan
- Katipunan
- Libasan
- Linda
- Magading
- Magsaysay
- Mainit
- Manat
- Matilo
- Mipangi
- New Dauis
- New Sibonga
- Ogao
- Panggutosan
- Poblacion Nabunturan
- San Isidro
- San Roque
- San Vicente
- Santa Maria
- Santo Niño
- Sasa
- Tagnocon
- Bayabas
- Bukal

## Démographie
| Année | Habitants | Évolution |
| ----- | --------- | --------- |
| 1995  | 55 576    | -         |
| 2000  | 60 543    | 8,94 %    |
| 2007  | 67 365    | 11,27 %   |
| 2010  | 70 178    | 4,18 %    |